# Mörkrumsteknik

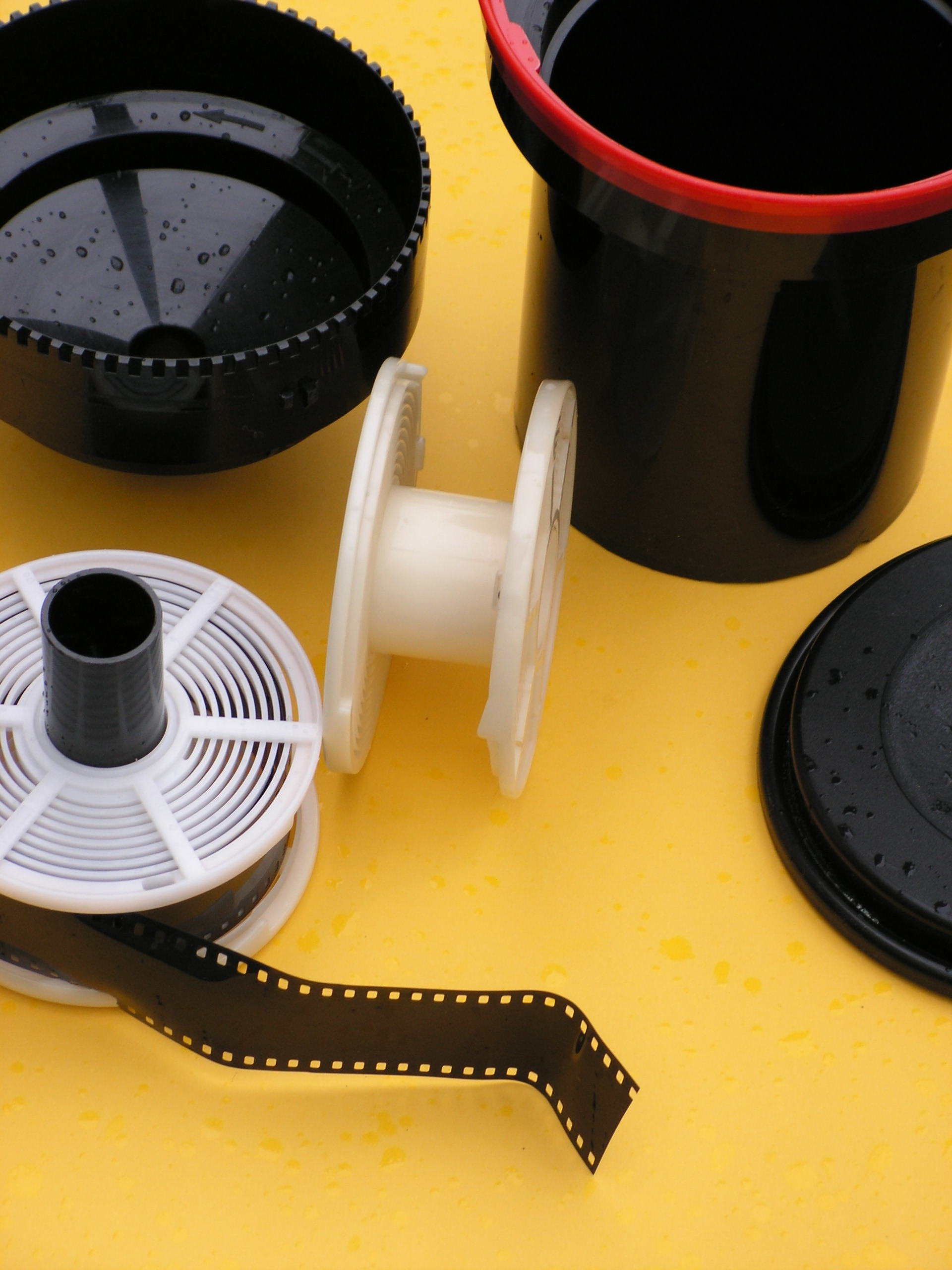
Framkallningsdosa med tillbehör.

Mörkrumsteknik är ett samlingsbegrepp för olika moment som ingår i traditionellt fotografiskt arbete. Begreppet innefattar framkallning av fotografisk film, framställande av fotografiska kopior och efterbehandling av dessa. Nämnda moment utförs i eller i anslutning till ett mörkrum.
Framkallning av fotografisk film är den process genom vilken man får synliga negativa eller positiva (diapositiv) bilder att framträda på en exponerad fotografisk film.
Kopiering är en process där man utifrån den framkallade filmen framställer fotografiska kopior, vanligtvis på fotografiskt papper. Dessa kan behandlas och efterbearbetas på olika sätt för att uppnå önskade effekter.
Under både framkallning och kopiering kan fotografen eller kopisten påverka fotografiet mot en viss stil, vad gäller till exempel färger och känsla.

## Mörkrummet
För att arbeta med fotografiska material behöver man ett område som är skyddat mot oönskat ljus, som annars skulle förstöra film och fotopapper.
Ett mörkrum i sin enklaste utformning kan vara vilket rum som helst, förutsatt att det kan mörkläggas. Ett badrum utan fönster fungerar ofta bra, förutsatt att dörren går att täta mot ljusinsläpp och det finns tillräckligt utrymme för utrustningen.
Mörkrummet utrustas i sin grundläggande form med följande:
- En mörkrumslampa
- En förstoringsapparat
- Skålar för de olika kemikalierna

Utöver detta behöver det finnas tillgång till vatten, tänger för att hantera det fotografiska materialet och kärl för förvaring av nya och förbrukade kemikalier. Listan på utrustning kan utökas beroende på fotografen/kopistens behov och önskemål.
Permanenta mörkrum, i synnerhet om de är utrustade med fler arbetsplatser, brukar utrustas med någon form av ljussluss, som tillåter personer att gå in och ut ur rummet utan ljusinsläpp. Permanenta mörkrum delas allmänt upp i en torr och en våt del. Den torra delen innefattar förstoringsapparater och en plats för hantering av oexponerat material. Den våta delen är där man arbetar med kemikalier och sköljer materialet.
Mörkrumsbelysningen skall ha en färg som inte exponerar det fotografiska materialet. De vanligaste typerna av svartvitt fotopapper är inte känsliga för rött ljus, varför just rött ljus ofta förekommer som mörkrumsbelysning. Vanligt är också en viss bärnstensfärgad nyans, som är säker för ett större omfång av materialtyper. Det finns dock material som ställer speciella krav och måste hanteras i totalt mörker. Generellt gäller att material för färgkopiering är känsligare än svartvitt (rött ljus fungerar inte vid färgkopiering) och att fotografisk film är betydligt känsligare än fotografiskt papper. Oframkallad film brukar man för säkerhets skull hantera i totalt mörker.

## Verksamheter

### Dosframkallning av film
Dosframkallning används framför allt för småbildsfilm. Filmen tas ur kassetten i ett helt mörkt rum eller i en särskild filmladdningspåse, laddas upp på framkallningsdosans spiral eller motsvarande, varefter framkallningen kan ske i dagsljus. Dosan är således ett mörkt "rum", med ett ljustätt vätskelås. Framkallningsdosan ersätter en framkallningstank där filmremsan hängs ner raklång med en tyngd i nedre ändan. Istället lindas filmen upp på en spiral som medger att framkallningsvätskan når filmens emulsion. Spiralsystemet brukar vara omställbart mellan 135- och 120-film. Det är viktigt att laddningshandgreppen övas i dagsljus med kasserad film och senare i totalmörker, innan man går över till verklig film. 120-film kan, beroende på system, vara något svårare att ladda än 135-film, då den saknar perforering i kanterna.
Framkallningsdosor finns av flera olika fabrikat, med olika inbördes utformning. Ett vanligt använt system är brittiska Patersons dosor och spiraler.
Agfa tillverkade tidigare Rodinax, en dosa som kan laddas i dagsljus vilket eliminerar behovet av mörkläggning.
De silversaltkristaller som har blivit mättade när filmen exponerats kan angripas av framkallningsvätskan, och fälls ut som rent silver i kornform. Framkallning av svartvit film kan nu ske på exempelvis diskbänken.
Tillbehör utöver framkallningsdosan som behövs vid svartvit dosframkallning av film är:
- mätglas
- framkallare
- fixerbad
- En termometer
- Täta kärl med färdigblandad framkallare och fixeringsvätska
- Kärl för förbrukade kemikalier
- Ett tidtagningsur
- Tillgång till vatten

Utöver dessa kan det vara bra att ha fixernatronförstörare, vätmedel, en torkskrapa för negativ, klämmor för att hänga negativen för torkning. Dessa är dock inte nödvändiga. Det finns även speciella tillbehör ( till exempel Patersons kraftskölj) för en kraftigare sköljning som kan minska sköljtiden till runt en tiondel av normal tid.

### Kontaktkopiering
Kontaktkopiering är det enklaste sättet att få en kopia av ett negativ. Negativet läggs mot fotopapperet emulsion emot emulsion och täcks med en glasskiva. Genom belysning med en lampa under lämplig exponeringstid kan en positiv kopia erhållas.
Kontaktkopior är en snabb metod för att få en överblick av negativen på en hel film. Småbildsnegativ (och även rullfilmsnegativ) kan läggas i remsor över ett fotopapper av lämplig storlek. Mjuk gradation på papperet bör användas. Den resulterande kontaktkartan kan sedan tjäna som ledning för val av lämpliga bilder som skall förstoras och även ge ledning för val av beskärning, exponeringstid och hårdhetsgrad på papperet.

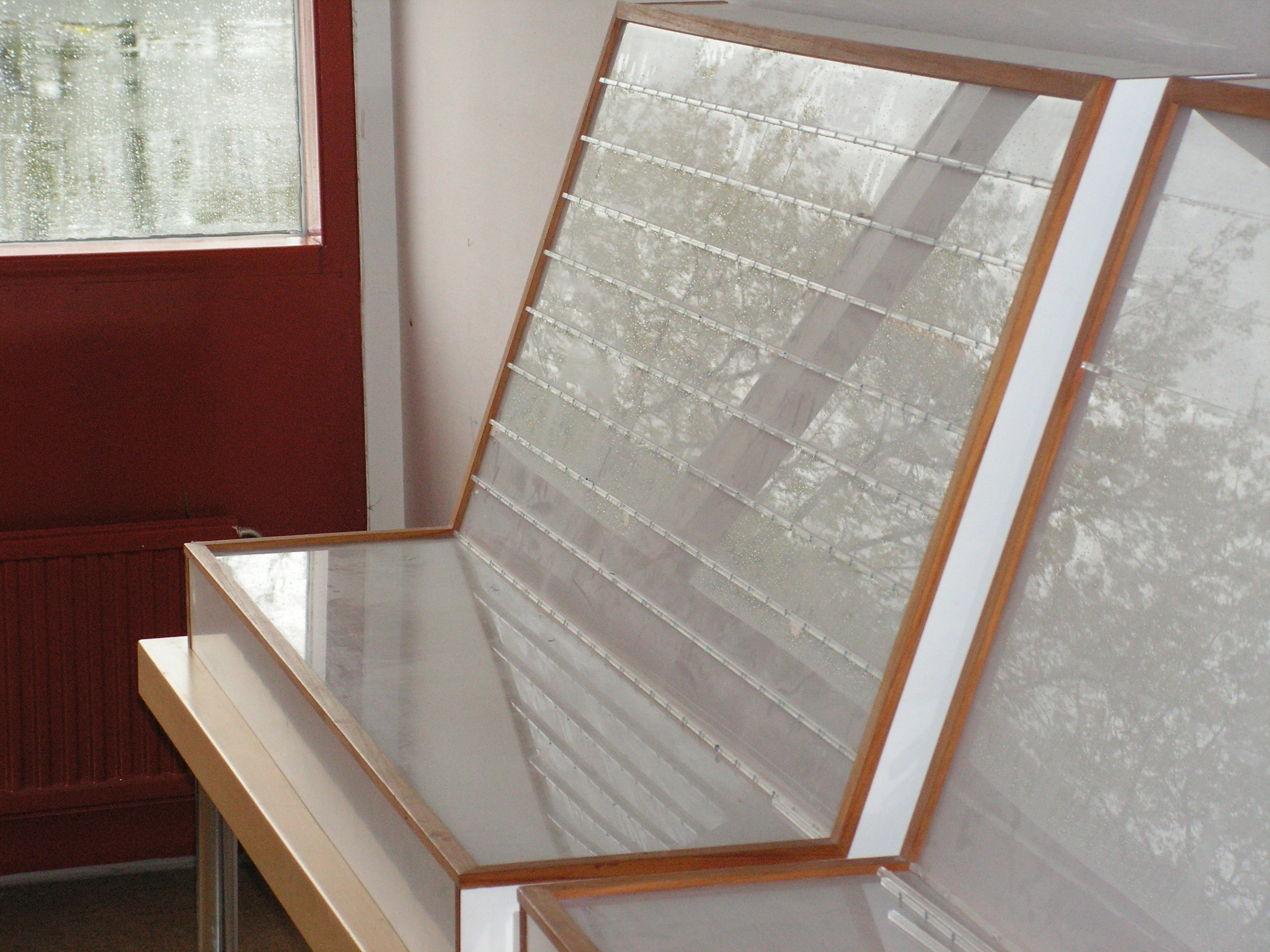
Ljusbord

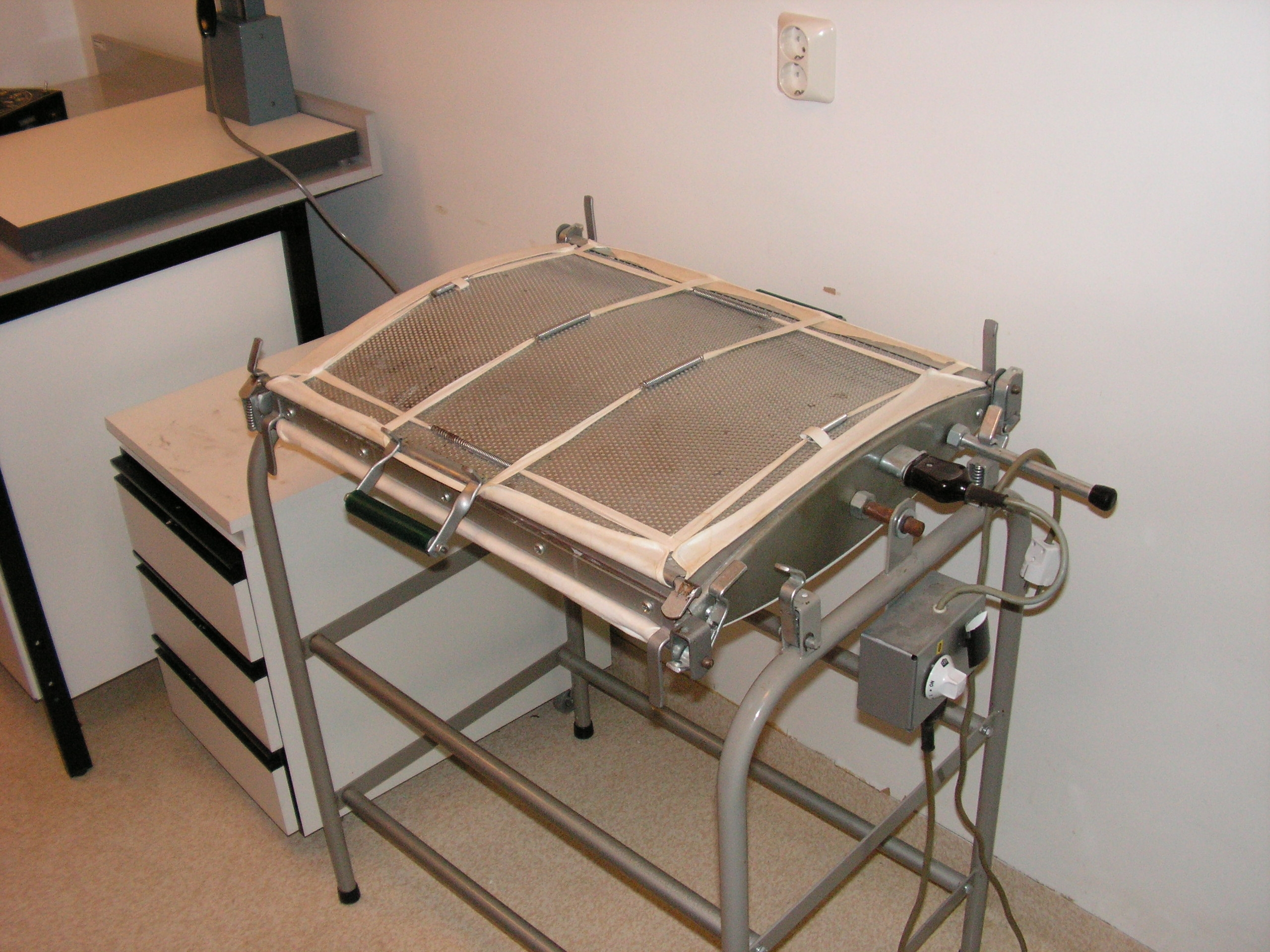
Torkapparat för fiberpapper

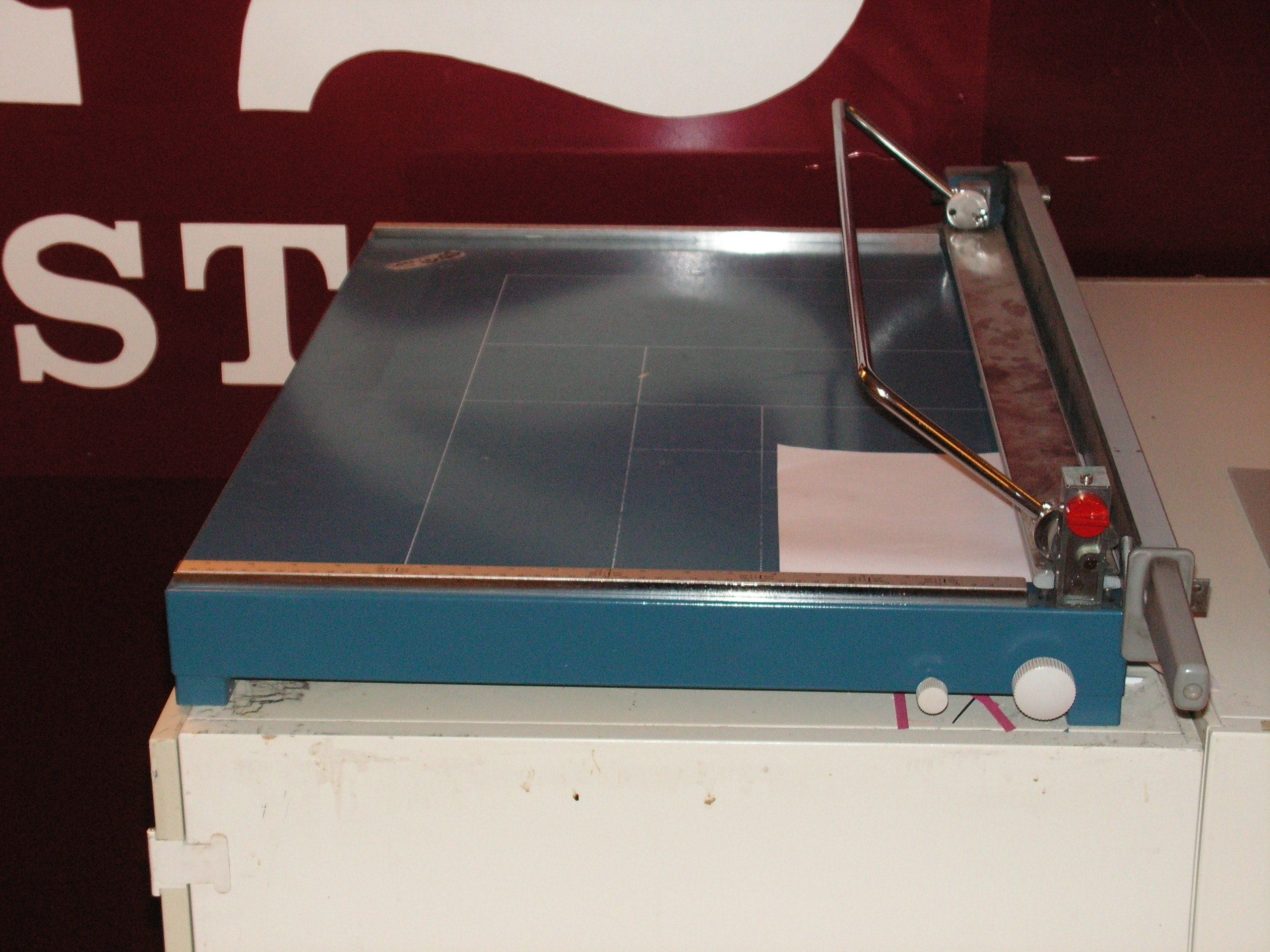
Skärapparat

Tidigare användes ofta kontaktkopiering för att framställa de slutliga kopiorna för betraktning, vilket kunde anses rimligt med negativformat på 6*9cm och uppåt. Kontaktkopiering kräver inte heller någon skärpeinställning och går att utföra utan annan utrustning än en glasskiva och en valfri ljuskälla.

### Förstoring av negativ

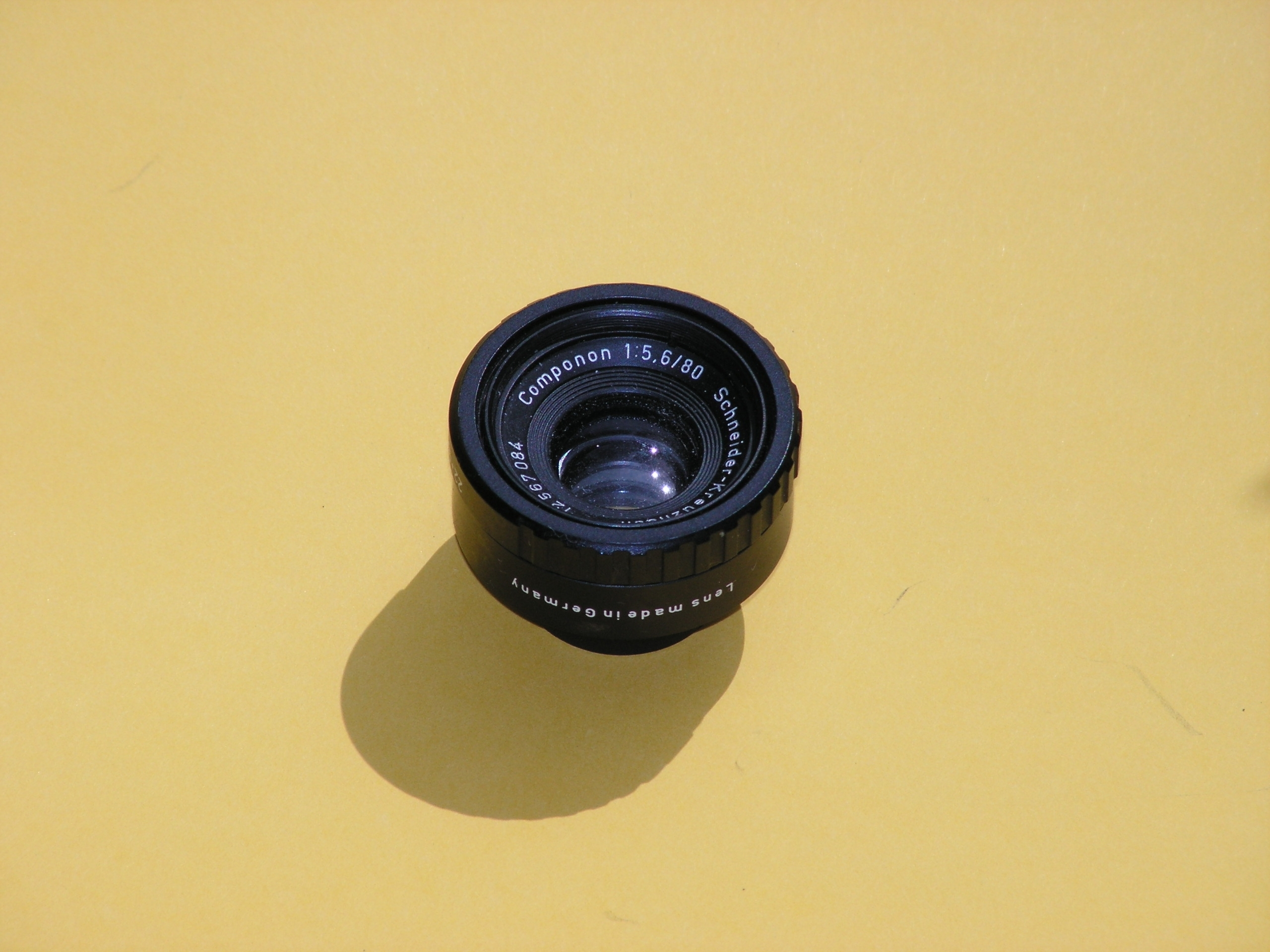
Förstoringobjektiv

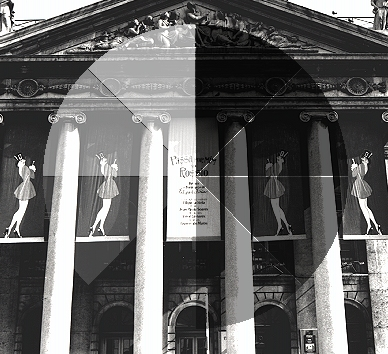
Testmask av typ tårta för avgörande av exponeringstid. Dessa lägges ovanpå testfotot. Det finnes även speciella exponeringsmätare för mörkrum.

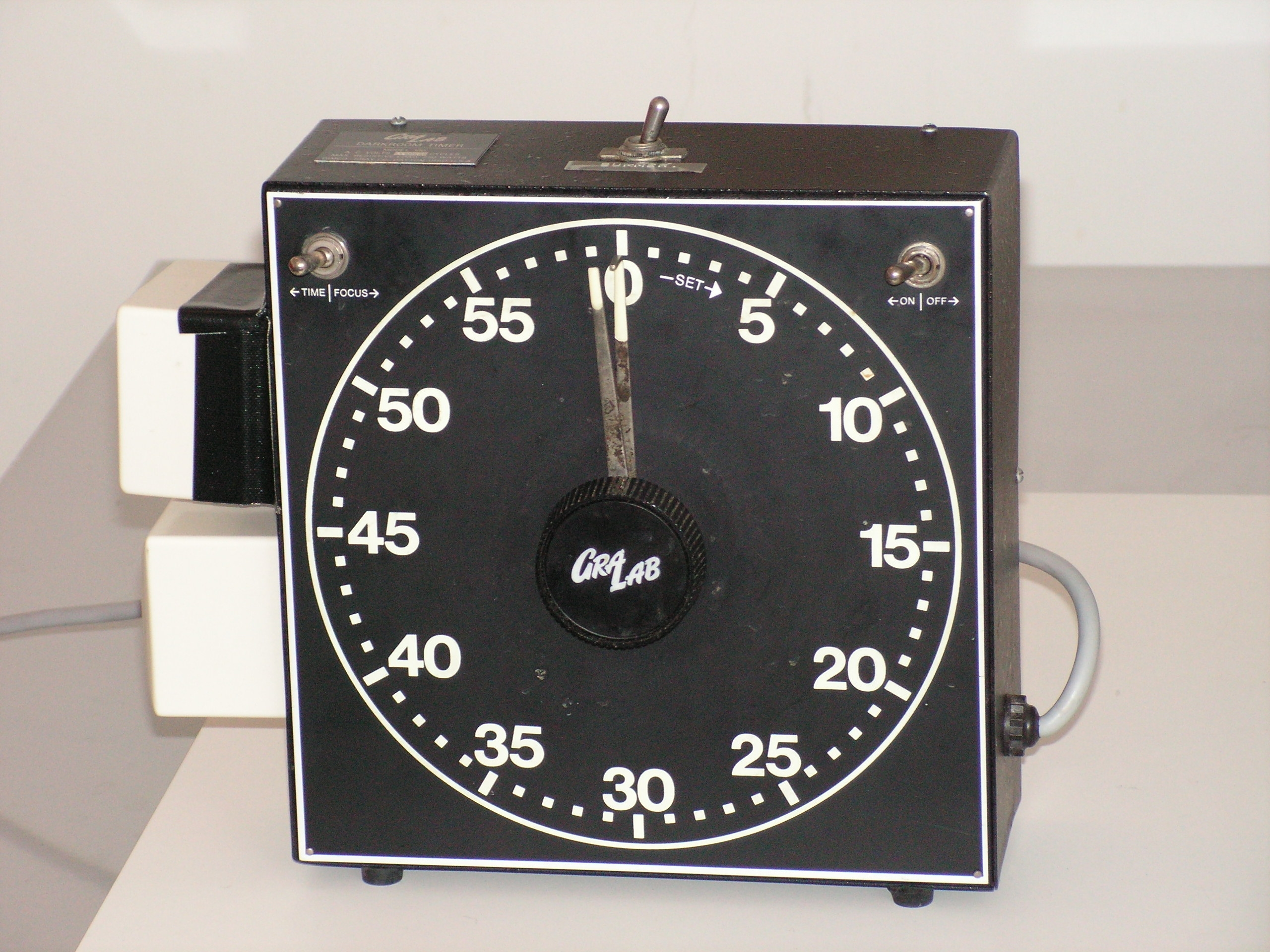
Exponeringsur

Det vanligaste traditionella sättet att framställa kopior från fotografiska negativ är genom förstoring.
Vid traditionell förstoring använder kopisten sig av en förstoringsapparat. Förstoringsapparaten består av ett lamphuvud med negativhållare och förstoringsobjektiv, fäst vid en stång som är monterad i en bottenplatta, där man placerar det fotopapper som skall exponeras. Lamphuvudet kan flyttas i höjdled relativt bottenplattan så att man på detta sätt uppnår olika förstoringsgrad.
För att uppnå kontroll över exponeringstider är förstoringsapparaten kopplad till ett exponeringsur, som slår på och bryter strömmen i angivna tidsintervaller. På exponeringsuret finns i allmänhet också ett reglage för manuell tändning och släckning vid fokusering. Beroende på modell kan exponeringsuret också ha funktioner för justering av ljusintensitet mm.
Vid kopiering placeras negativet som skall användas i kopieringsapparatens negativhållare.
Fotopappret som skall exponeras placeras på förstoringsapparatens bottenplatta, med emulsionssidan upp. Ofta placeras pappret i en avmaskningsram. Avmaskningsramen används för att tydligt avgränsa området som skall exponeras. Önskas vita kanter på kopian är avmaskningsramen en nödvändighet.
Om förstoringsapparaten är utrustad med rödfilter (som förhindrar exponering), kan skärpeinställningen göras direkt på pappret. Saknas rödfilter flyttas pappret undan, och skärpan ställs in på avmaskningsramen eller bottenplattan. För att uppnå en större kontroll över skärpan kan kopisten ta hjälp av en skärpelupp (fokuskop).
Fotopapper för svartvit kopiering är ofta graderat, graderna anges i siffror som anger papprets hårdhet, det vill säga hur kontrastrikt pappret är, ett papper med en högre siffra ger högre kontrast i kopian än ett med en lägre siffra. Graderat papper belyses med vitt ljus.
Idag är det annars vanligt att man vid svartvit kopiering använder sig av papper med variabel kontrast, som till exempel Ilfords Multigrade-papper. Papper med variabel kontrast förändrar sina kontrastegenskaper beroende på vilken färg du belyser det med och kan emulera flera olika pappersgrader, vilka och hur många kan variera beroende på typ och fabrikat. För att kunna utnyttja papper med variabel kontrast behöver du antingen ha ett lamphuvud för färgkopiering, med inbyggda färgfilter, eller lösa filter som monteras i lamphuvudet i det fall det är av en modell utan inbyggda filter.
Pappret i sig kan även ha andra varierande egenskaper, vanligt är att man använder sig av plastade papper, som ger släta bilder och kortare fixer- samt sköljtider än fiberpapper, papper utan plastlager. Detta ger å andra sidan en djupare svärta än det plastade pappret.
För att sedan avgöra vilken exponeringstid som skall användas kan man använda olika typer av hjälpmedel, bland annat finns det elektroniska exponeringsmätare. Ett enkelt sätt är att använda sig av en bit av det fotopapper som skall användas och en bit kartong eller annat opakt material för att göra en testremsa.
För att göra en testremsa tar man ett stycke av det aktuella fotopappret och ställer in exponeringsuret på en kort tid, lämpligtvis en som är enkel att multiplicera i huvudet. med hjälp av kartongbiten (eller motsvarande) täcker man över hela pappersbiten utom en smal yta som exponeras den inställda tiden. Detta upprepas under det att du för varje upprepning frilägger mer av pappret. Om detta till exempel har upprepats fem gånger med en tid på 2,5 sekunder kommer du ha en remsa med tydliga fält som är belysta 2,5, 5, 7,5, 10 respektive 12,5 sekunder. genom att efter framkallning betrakta dessa kan kopisten avgöra vilken tid exponeringsuret skall ställas in på för den slutliga exponeringen av bilden. 
Här vid sidan ser vi ett testkort där de olika fälten är formade som tårtbitar.
Efter exponering framkallas kopian (vid svartvit kopiering) i ett framkallningsbad och fixeras i ett fixerbad, för att slutligen sköljas och torkas. Mellan framkallningsbadet och fixerbadet används dessutom vanligen ett surt stoppbad för att avbryta den basiska framkallningsprocessen
Processen ovan gäller kopiering av svartvita bilder, för kopiering av färgbilder ser stegen något annorlunda ut.

#### Förstoringsapparaten

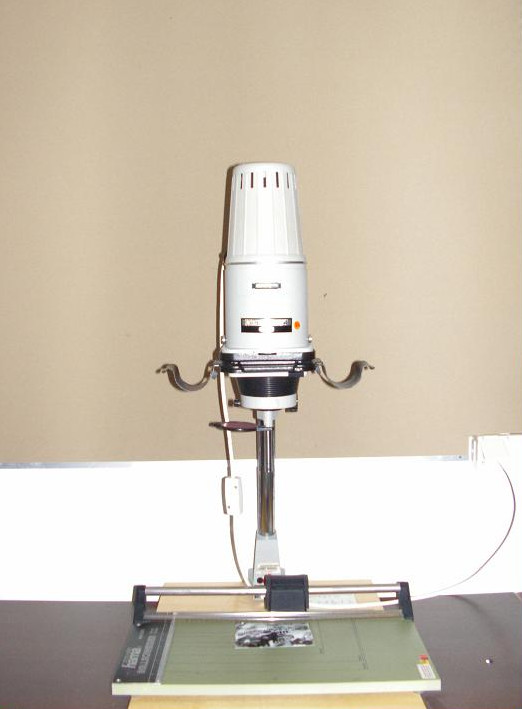
Förstoringsapparat av lågprisbudgetmodell Opemus

En fotografisk förstoringsapparat är i grund och botten en projektor som projicerar bilden från ett fotografiskt negativ på ett fotopapper, som därigenom exponeras.
De två vanligaste typerna av förstoringsapparat skiljer sig framför allt åt vad gäller lamphusets konstruktion.
En maskin med kondensorhuvud använder sig av linser för att kondensera ljuset som skall genomlysa objektivet. En maskin med diffusorhuvud innehåller i stället något material som sprider (diffuserar) ljuset från lampan jämnt.
Det riktade ljuset från en kondensormaskin anses ge en mer kontrastrik kopia än det diffuserade ljuset från en diffusorapparat. Dock måste kondensorlinsen i lamphuvudet bytas vid byte till ett annat negativformat, med en diffusorapparat behöver enbart objektivet och negativhållaren bytas beroende på negativformat.
Brännvidden på objektivet som används vid kopiering motsvarar normalobjektivet för det negativformat som används.
För småbild (24*36mm, 135-film) används alltså ett objektiv med 50mm brännvidd i förstoringsapparaten, vid 6*6cm mellanformat (120- eller 220-film) används ett 80mm-objektiv, och så vidare. Om apparaten som används är av kondensortyp måste man dessutom använda rätt kondensor för det aktuella negativformatet.
Förstoringsapparatens lamphuvud kan innehålla ställbara färgfilter (cyan, magenta och gul). Dessa används vid färgkopiering, men även vid användning av svartvita fotopapper med variabel kontrast (ibland kallade Multigrade-papper, efter Ilfords varumärke för denna typ av papper). I apparater som saknar inbyggda färgfilter kan man använda sig av lösa filtersatser av olika slag.

### Efterbelysning och skuggning
En mycket kraftfull möjlighet i kopieringen är att efterbelysa eller skugga pappret vid kopiering.
Med hjälp av dessa tekniker kan man mörka ned respektive ljusa upp valda delar av bilden, för att få fram detaljer i högdagrar mm.

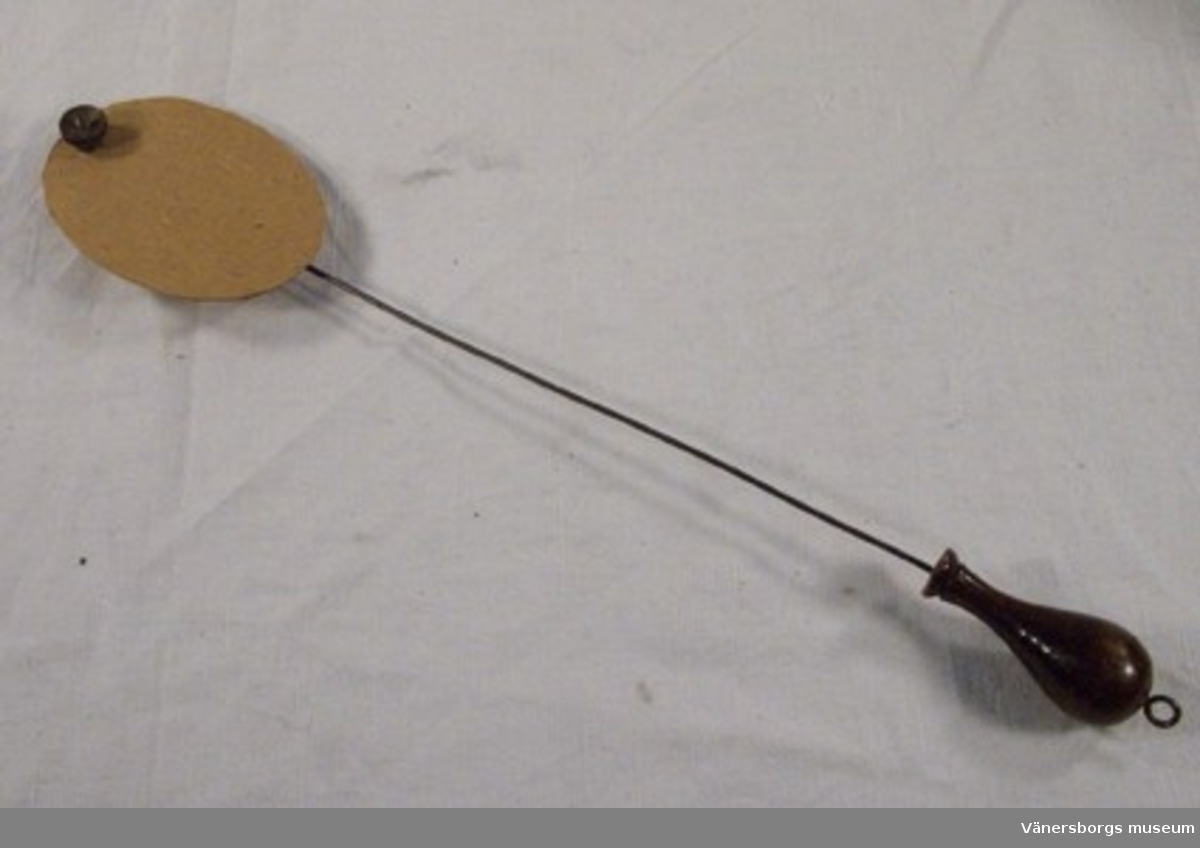
En pjatt, med vilken man skapar ett ljusare parti i den framkallade bilden.

Vid skuggning använder man i allmänhet av en kartongbit på ett smalt skaft, en så kallad pjatt, för att korta ned exponeringen av ett visst område i bilden. Skuggade områden kommer att bli relativt sett ljusare än de omgivande områdena (mindre exponerade).
Vid efterbelysning kan man använda sig av en större bit kartong eller papp med ett hål i (en mask) för att förlänga exponeringen av ett visst område i bilden. Man kan också använda sig av handen för att rikta ljuset mot det område som skall efterbelysas. Efterbelysta områden kommer att bli relativt sett mörkare än de omgivande områdena.
Vid både efterbelysning och skuggning skall pjatten respektive masken hållas i rörelse för att undvika att skarpa kanter syns i den färdiga kopian. Av samma skäl bör man hålla ett visst avstånd mellan pjatten eller masken och pappret så man tillåter en viss ljusspridning.
Skuggning och efterbelysning är hantverksmässiga tekniker. Slutresultatet är beroende av kopistens erfarenhet och förmåga.
Som kuriosa kan nämnas att verktygsikonerna för att ljusa upp eller mörka ned områden i Adobe Photoshop föreställer en pjatt respektive en efterbelysande hand.

### Speciella tekniker
Med speciella tekniker kan märkas toning (såsom bruntoning och användandet av farmers försvagare), fotomontage och solarisation som tillhör en mera konstnärlig variant.
En förstoringsapparat kan användas för restituering av motiv på samma sätt såsom med storformatskamera.

## Mörkrummets olika sidor

### Våtsidan

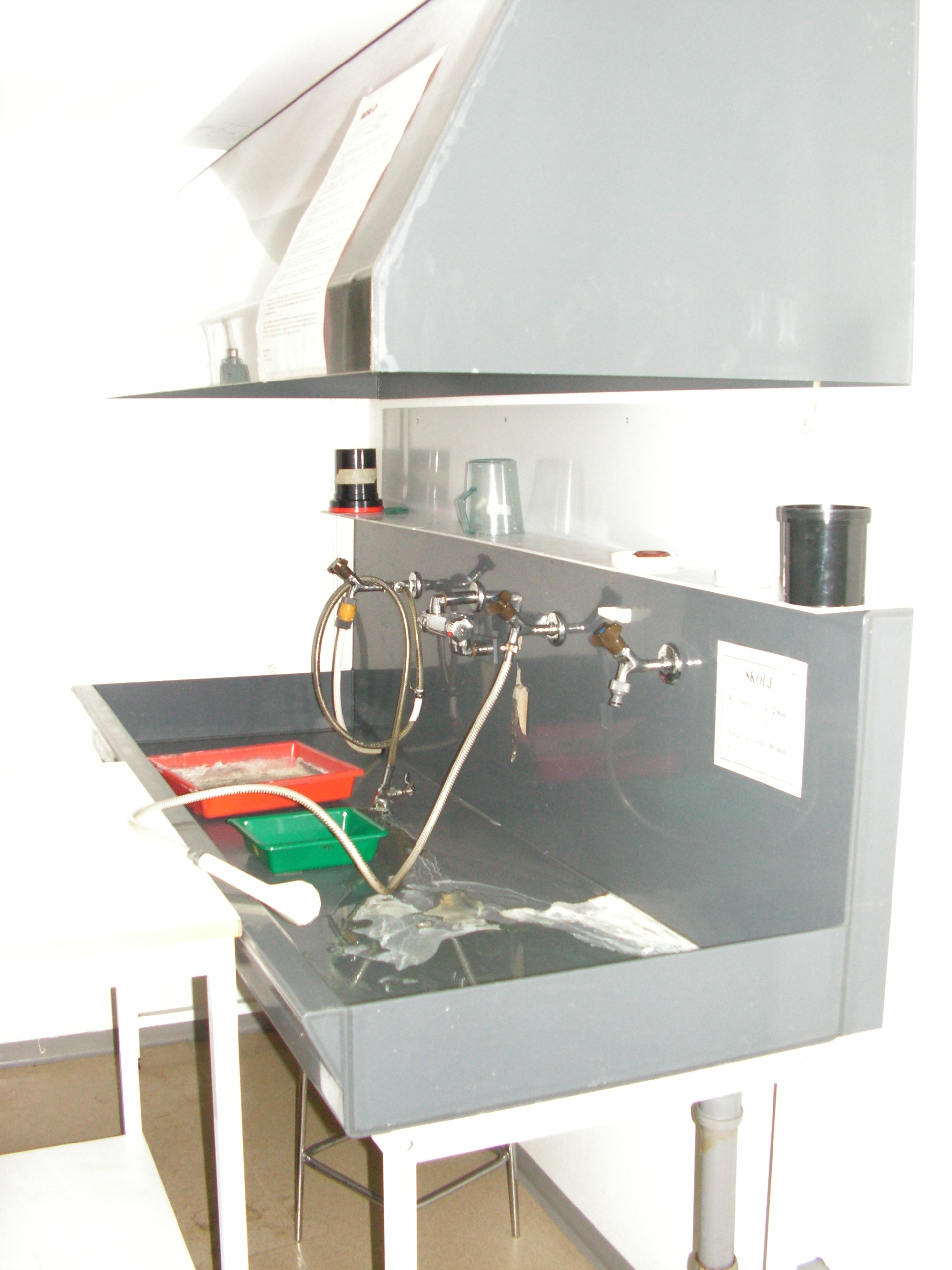
En typisk våtsida i ett mörkrum. Foto Stefan Linder.

I mörkrummets våtsida finns rinnande vatten, helst med någon form av temperaturberedare.
Även följande utrustning är vanlig (vid svartvit kopiering):
- En mörkrumslampa
- En skål med framkallningsvätska
- En skål med stoppbad
- En skål med fixernatron
- Sköljbad
- En skål med fixernatronförstörare
- Slutsköljen samma som sköljen
- Torkapparat om inte plastpapper användes

### Torrsidan
I mörkrummets torrsida finns bland annat:
- Förstoringsapparat
- Exponeringsur
- Avmaskningsram
- Ljusbord
- Skärapparat
- Lupp
- Div kontorstillbehör